# Kim Yong-ik

Kim Yong-ik (15 de mayo de 1920 - 11 de abril de 1995), también conocido como Yong Ik Kim, fue un escritor coreano-americano originario de Corea. Sus obras son principalmente en inglés, pero se han traducido a otros idiomas como alemán y coreano.

## Biografía
Kim Yong Ik nació en Tongyeong, una ciudad portuaria, y creció en Corea bajo el poder colonial japonés. Estudió Literatura inglesa en la Universidad Aoyama Gakuin de Japón, graduándose con un doctorado en Literatura inglesa. A los 28 años viajó a los Estados Unidos para estudiar Literatura inglesa en Florida Southern College. Después estudió en la Universidad de Kentucky, en Lexington, donde obtuvo un máster en Literatura inglesa. Después estudió Escritura creativa en el Iowa Writers' Workshop. Desde 1957 hasta 1964 fue profesor en universidades de Corea del Sur, incluyendo la Universidad Femenina Ewha y la Universidad de Corea. Volvió a los Estados Unidos en 1965 para estar más cerca de las editoriales del país. Fue profesor visitante en la Universidad de Berkeley de 1972 a 1973 y después en la Universidad Duquesne en Pittsburgh, Pennsylvania, desde 1973 a 1990. Viajó a Corea por un semestre en 1995. Mientras estaba allí, cayó enfermo y falleció el 11 de abril de 1995. Im Bok Kim editó muchas de sus obras (tanto en inglés como en coreano), a pesar de no estar nombrada en los créditos, el propio autor la mentó en una entrevista.
Escribió novelas, ensayos y recopilaciones de relatos cortos. Sus historias se han publicado en Atlantic Monthly, The Hudson Review, Harper's Bazaar y The New Yorker. Dos de sus relatos cortos se incluyeron en El anuario de relatos cortos americanos de David Burnett. Su relato corto Crown Dick se adaptó al cine, después de ganar el Proyecto de Ficción Corta PEN en 1984.
Kim Yong-ik tuvo varios hijos y nietos. Su hermano fue Yong Shik Kim.

## Obras
- La aventura de escribir un libro (Ensayo)
- La oveja, Jimmy y yo
- Ladrones de luna (Obra de teatro)
- Kim Yong Ik: escritor de relatos cortos (Ensayo)
- En casa de nuevo
- La primera elección
- Azul en la semilla
- El reloj de oro
- La barca de los contrabandistas
- Desde debajo del puente
- Desde aquí puedes ver la luna
- Cumpleaños de la madre
- El consejo de la monja
- La mujer del mar
- La semilla del dinero
- El lado soleado después de la cosecha
- El sabor de la sal
- Los zapatos de boda
- No lo abrirán
- Amor en invierno
- Lunas de Corea
- Corona de Andy
- Ggotshin[12]
- La calabaza
- Los días felices
- Los zapatos del valle Yang San
- Ciudad de vino
- Raíz de agua
- Día de primavera, gran fortuna
- Traducción presidente
- Después de diecisiete años
- Canción americana de amor
- Hasta que la vela se apague
- Ladrones de luna
- Una cesta llena de felicidad
- La flauta de bambú
- El hombre serpiente
- Pueblo de la luna
- Canciones coreanas antiguas